# Erioptera (Teucherioptera) chrysocoma
Erioptera (Teucherioptera) chrysocoma is een tweevleugelige uit de familie steltmuggen (Limoniidae). De soort komt voor in het Nearctisch gebied.